# Kabinett Freycinet IV

Charles de Freycinet (um 1910)

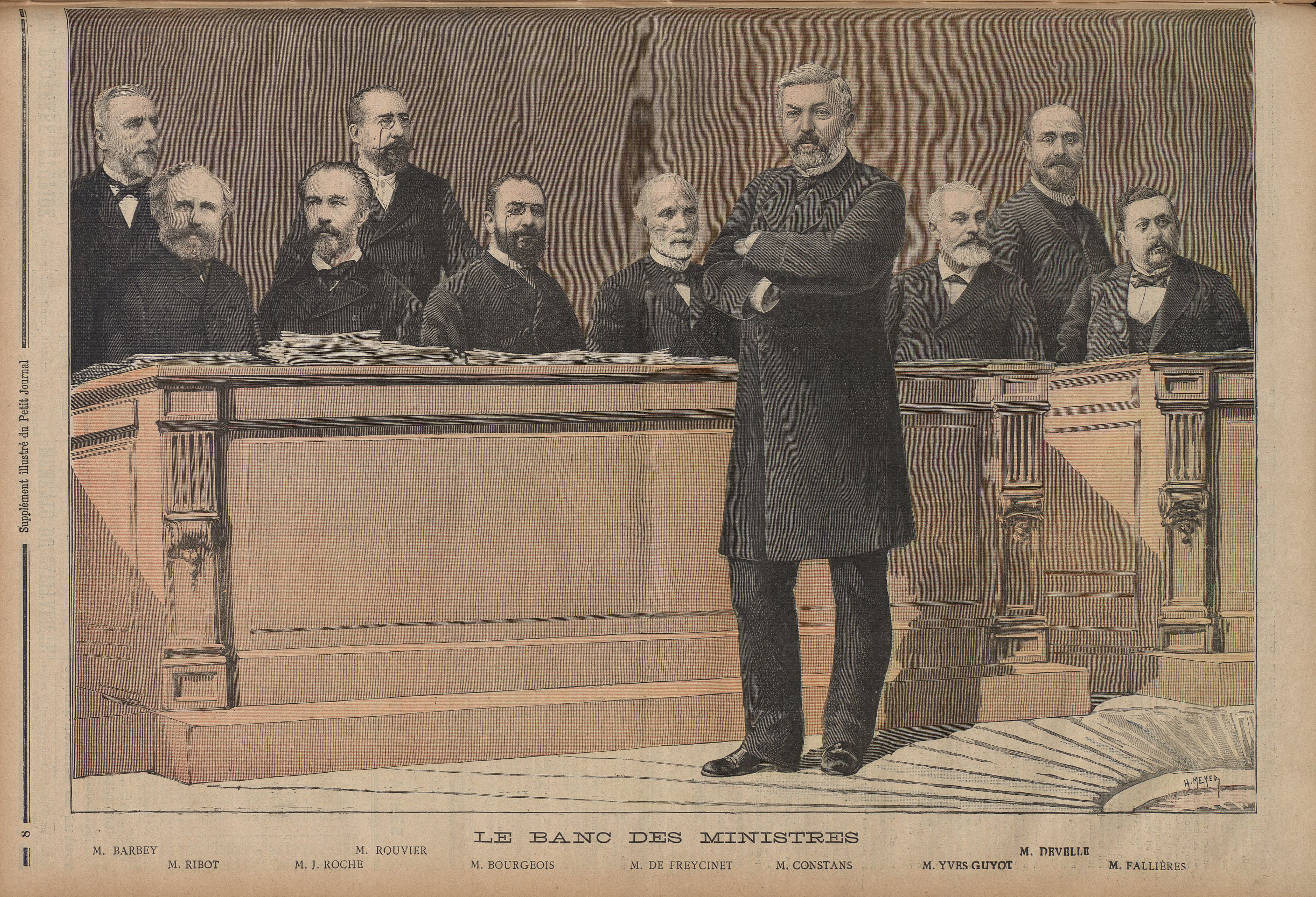
Kabinett Charles de Freycinet IV, Illustration von Henri Meyer, Le Petit Journal, 31. Oktober 1891

Das vierte Kabinett de Freycinet war eine Regierung der Dritten Französischen Republik. Es wurde am 18. März 1890 von Premierminister (Président du Conseil) Charles de Freycinet gebildet und löste das Kabinett Tirard II ab. Es blieb bis zum 20. Februar 1892 im Amt und wurde vom Kabinett Loubet abgelöst.
Dem Kabinett gehörten Minister folgender parlamentarischer Gruppen an: Union des gauches (UG) (diese unterteilt in Union libérale républicaine (ULR), Union démocratique (UD), Républicains progressistes (RP) und Union républicaine (UR)), Gauche républicaine (GRepS), Gauche radicale (GRad) und Extrême gauche (EG).

## Kabinett
Dem Kabinett gehörten folgende Minister an:
- Premierminister: Charles de Freycinet (GrepS)
- Kriegsminister: Charles de Freycinet
- Außenminister: Alexandre Ribot (ULR)
- Justiz und Religion: Armand Fallières (UD)
- Marineminister: Édouard Barbey (GRepS)
- Innenminister: Ernest Constans (UG)
- Finanzen: Maurice Rouvier (UG)
- Minister für öffentlichen Unterricht: Léon Bourgeois (GRad)
- Landwirtschaftsminister: Jules Develle (UR)
- Minister für Handel, Industrie und Kolonien: Jules Roche[1] (RP)
- Minister für öffentliche Arbeiten und Sozialversicherung: Yves Guyot (EG)

### Unterstaatssekretäre
Dem Kabinett gehörten folgende Sous-secrétaires d’État an:
- Kolonialministerium: Eugène Étienne (UD)

## Historische Einordnung

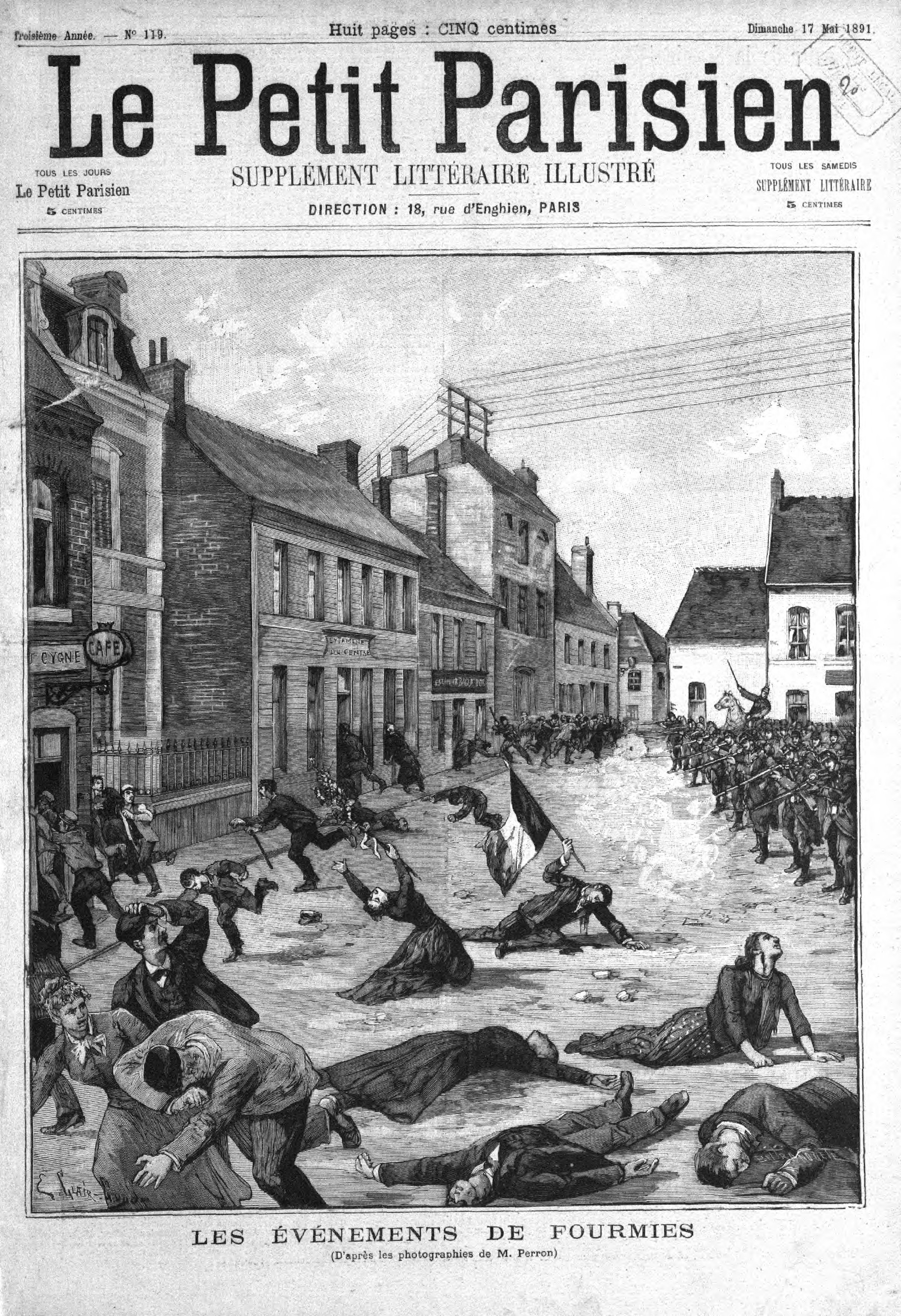
Fusillade de Fourmies – Le petit Parisien

Am 1. Mai 1890 wurde erstmalig in Frankreich der Journée internationale des travailleurs mit Demonstrationen gefeiert. Dabei wurde der erste landesweite Generalstreik ausgerufen, der rund 50 Städte und die meisten Industriesektoren betraf. Im folgenden Jahr griff das Militär eine friedliche Arbeiterdemonstration an und tötete dabei neun Personen. Obwohl die Gewalt vom Militär ausging, wurden die Anführer der Demonstration verurteilt. Die Abgeordnetenkammer lehnte in der Folge ein Amnestie-Gesetz ab.
Die Regierung Freycinet IV schaffte die Arbeiterbücher ab. Anfang 1891 wurden die ersten Arbeitsämter eingerichtet. Am 14. März 1891 wurde die gesetzliche Zeit in Frankreich und Algerien auf die mittlere Pariser Zeit festgelegt. Am 11. Januar 1892 führte Frankreich den protektionistischen Méline-Tarif im Außenhandel ein, mit dem die Zölle deutlich erhöht wurden.
In diplomatischen Gesprächen mit Russland, die letztendlich zur Französisch-Russischen Allianz führten, durchbrach die Regierung die außenpolitische Isolation Frankreichs (Frankreich war die einzige Republik unter den europäischen Großmächten).
In der Kolonialpolitik einigten sich Großbritannien und Frankreich am 5. August 1890 darauf, dass Frankreich die Herrschaft über Madagaskar und den Tschad behielt. Der Vertrag von Ouidah beendete im Oktober den ersten Dahomey-Krieg. Die Insel Grande Comore wurde am 6. Januar 1892 französisches Protektorat.
Am 30. September 1891 erschoss sich Georges Boulanger am Grab der im Juli verstorbenen Marguerite de Bonnemains.
Im November 1891 wurde in Paris die Fédération française des sociétés féministes gegründet. Im Februar entstand die Fédération des Bourses du travail, ein gewerkschaftlicher Zusammenschluss der Arbeitsbörsen.
In der Enzyklika Inter innumeras sollicitudines (Inmitten der Fürsorge) Papst Leos XIII. vom 20. Februar 1892 empfiehlt dieser den französischen Katholiken, sich der Republik anzuschließen. Dies war der Beginn des Ralliement, das von gemäßigten Republikanern als Chance, von radikaleren als Angriff auf den Laizismus verstanden wurde. Bereits am 12. Dezember 1890 hatte Kardinal Lavigerie die Öffnung in einer Rede vor französischen Offizieren in Algier angekündigt.